# Oswald Pohl
Oswald Ludwig Pohl, född 30 juni 1892 i Duisburg, död 7 juni 1951 i Landsberg am Lech, var en tysk nazistisk politiker samt SS-Obergruppenführer (general) i Waffen-SS. I egenskap av chef för SS:s ekonomi- och förvaltningsmyndighet (SS-WVHA) var Pohl ansvarig för de nazityska koncentrationslägrens ekonomi, administration och logistik. SS-WVHA hade bland annat till uppgift att organisera tvångsarbetskraft samt att ta tillvara de mördade fångarnas ägodelar, kläder och tandguld.
Efter andra världskriget ställdes Pohl inför en amerikansk militärdomstol och dömdes till döden.

## Biografi
Oswald Pohl var son till verktygsmästaren Hermann Otto Emil Pohl och dennes hustru Auguste Emilie Seifert. Han gick i folkskola i sju år och sju år på läroverk och avlade studentexamen 1912. Samma år fick han anställning vid kejserliga marinens förvaltningssektion som kassaförvaltare. Under första världskriget tjänstgjorde han som sjöofficer och dekorerades med Järnkorset av andra klassen. Efter kriget var han under kort tid med i frikåren Marine-Brigade von Loewenfeld, som bland annat bekämpade polska insurgenter under de schlesiska upproren samt stred mot kommunistiska upprorsmän i Ruhrområdet.
Efter första världskriget stannade Pohl kvar i marinen och blev kvartermästare i Reichsmarine. År 1922 gick Pohl med i Nationalsocialistiska tyska arbetarepartiet (NSDAP) och tre år senare blev han medlem i Sturmabteilung (SA). Under 1920-talet var han bland annat Ortsgruppenleiter för NSDAP och SA-ledare i Swinemünde. Från 1933 var Pohl ledamot i Kiels stadsfullmäktige.

### Inträde i SS
Reichsführer-SS Heinrich Himmler fick i maj 1933 upp ögonen för Pohls organisatoriska talang och övertalade honom att lämna SA för Schutzstaffel (SS). Samma månad skickade Pohl ett brev till Himmler, i vilket han förklarade att han gärna förblev i marinen, men att han där inte fann "den fulla själsliga tillfredsställelsen och inte den ventil som skulle kunna ge luft åt min längtan att skapa och mitt arbetsraseri. Arbeta vill och kan jag tills jag faller ihop". Pohl blev den 9 november 1933 medlem i SS med tjänstegraden Sturmbannführer. Pohl ingick i Himmlers stab och blev inom kort förvaltningschef inom SS-Hauptamt, SS:s centrala myndighet. Pohl byggde med tiden upp en fungerande förvaltning i SS och upprättade ordentlig bokföring. Från 1936 bemödade sig Pohl om att för SS:s räkning ekonomiskt utnyttja koncentrationslägerfångar. År 1938 blev han chef för SS:s företagsverksamhet och året därpå utsågs han till chef för SS-Hauptamt Verwaltung und Wirtschaft, som 1942 bytte namn till SS-Wirtschafts- und Verwaltungshauptamt (SS-WVHA), SS:s ekonomi- och förvaltningsmyndighet. Pohls närmaste överordnade var Himmler. Pohl var därtill medlem i Freundeskreis Reichsführer-SS, en särskild grupp av industrimagnater, ämbetsmän och SS-officerare som åtnjöt Himmlers förtroende.

### Mötet på Wewelsburg
Drygt en vecka innan Tyskland den 22 juni 1941 inledde Operation Barbarossa, anfallet på den tidigare bundsförvanten Sovjetunionen, var Himmler värd för ett möte med SS-Obergruppenführer och SS-Gruppenführer på slottet Wewelsburg. Mellan den 12 och 15 juni 1941 träffades, förutom Himmler, bland andra Pohl, Reinhard Heydrich, Karl Wolff, Erich von dem Bach-Zelewski, Friedrich Jeckeln och Hans-Adolf Prützmann för att diskutera det förestående fälttåget mot Sovjetunionen. Samtalet gällde Operation Barbarossa som ett förintelsekrig. Himmler menade att fälttåget inte endast var ett militärt och ideologiskt krig, utan även ett förintelsekrig mot bland andra judar och slaver. Himmler räknade med att mellan 20 och 30 miljoner slaver och judar skulle förgås genom en omfattande raskamp.

### Chef för SS-WVHA
I egenskap av chef för SS-WVHA hade Pohl en nyckelposition i förvaltningen av det nazistiska förintelseprogrammet, då även Inspektoratet för koncentrationslägren med dess chef Richard Glücks var underställt Pohls chefskap. Den 30 april 1942 utfärdade Pohl en order om att koncentrationslägerfångar i ännu större utsträckning skulle exploateras som tvångsarbetskraft i den tyska rustningsindustrin. Denna order gav till följd att SS inrättade en rad nya satellitläger till de redan befintliga lägren. Produktiviteten ökade dock endast något, medan dödstalen bland fångarna steg. Pohl träffade i september 1942 en överenskommelse med rustningsminister Albert Speer om att ytterligare utöka exploateringen av lägerfångar i den tyska rustningsindustrin. Fångarna skulle inte längre sättas i arbete i närheten av lägren utan även kunna utnyttjas i Tysklands stora rustningsfabriker. Varken Pohl eller WVHA hade någonting att göra med vilka personer som skulle interneras i läger eller vilka som skulle dödas. Pohl och WVHA ansvarade för fångarna så länge de ansågs vara arbetsdugliga. År 1942 skickade Richard Glücks ut en order i Pohls namn om att prygelstraff skulle införas i lägren. I januari 1943 utfärdade Pohl i ett brev till samtliga lägerkommendanter riktlinjer för arbetstiderna i lägren. Fångarna skulle arbeta elva timmar om dagen sex dagar i veckan; halva söndagen skulle anses vara arbetsdag. I juli 1944 kontrollerade WVHA 20 koncentrationsläger och 165 arbetsläger.
Som chef för WVHA besökte Pohl vid flera tillfällen koncentrationsläger; han besökte Auschwitz, Dachau, Oranienburg och Ravensbrück. Vid ett besök i Auschwitz i augusti 1943 förevisade Karl Bischoff Pohl planerna för lägrets utbyggnad; han informerades om att lägret skulle få fyra nya krematorier och gaskammare. Pohl anordnade även regelbundet konferenser för lägerkommendanter i Berlin. Pohl hade i uppgift att planera nya koncentrationsläger och beräkna dessas ekonomiska potential. Pohl intresserade sig för alla aspekter av koncentrationslägersystemet och höll sig välunderrättad om hur många fångar som dog, hur många som var arbetsodugliga och hur många som förflyttades mellan de olika lägren.
Pohls myndighet ansvarade för alla de hundratusentals lägerfångar som exploaterades som tvångsarbetskraft och även hyrdes ut till den tyska industrin. SS-WVHA tog hand om mördade människors, däribland judars, ägodelar, värdesaker, hår och tandguld, och som dess chef var Pohl ytterst ansvarig för denna utplundring. År 1942 beordrade Pohl att allt människohår från lägerfångar skulle tillvaratas och återanvändas. Pohl var därtill chef för Hauptamt Haushalt und Bauten inom Riksinrikesministeriet samt förvaltningsansvarig för Lebensborn-programmet. Pohl hade som chef för WVHA sina främsta affärskontakter utanför SS med riksskattmästare Franz Xaver Schwarz och finansminister Lutz Schwerin von Krosigk. Mera sällan samarbetade Pohl med ekonomiminister Walther Funk och Emil Puhl, som var vice ordförande för Reichsbank. På Pohls begäran inrättade Puhl en depå i riksbanken för värdesaker, smycken, armbandsur och tandguld.

### Förstörelsen av Warszawas getto

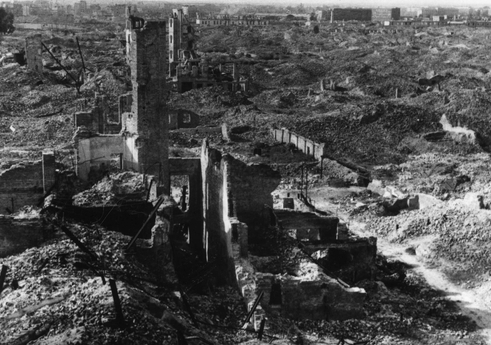
Warszawas getto i ruiner.

I april 1940 inrättade den tyska ockupationsmakten Warszawas getto för att där hysa Warszawas judiska befolkning. Från den 23 juli till den 28 augusti 1942 deporterades omkring 312 500 judar till förintelselägret Treblinka. I slutet av 1942 hade Himmler intentionen att avveckla gettot och på dess plats uppföra ett koncentrationsläger. Himmler gav Pohl den gigantiska uppgiften att förstöra gettot och deportera dess invånare. Gettoinvånarna tänkte dock inte ge sig utan strid. Redan i januari 1943 förekom skärmytslingar i gettot, men den slutliga striden inleddes den 19 april. Under Jürgen Stroops befäl sprängdes och brändes gettobyggnaderna och omkring 56 000 judiska män, kvinnor och barn dödades eller deporterades till koncentrations- och förintelseläger. I juni 1943 var gettot jämnat med marken och Warszawas koncentrationsläger stod klart.

### Operation Reinhard
Som chef för WVHA var Pohl även delaktig i Operation Reinhard, massmordet och utplundringen av Generalguvernementets judiska befolkning. WVHA utgjorde clearingcentral för bytet. Kontanter, värdesaker, smycken, pälsar och tandguld passerade genom WVHA och inventerades, värderades och distribuerades. Bland annat utdelades 3 000 armbandsur till koncentrationslägervakter och 15 000 damarmbandsur till tyska kvinnor.

### Ostindustrie GmbH
År 1943 grundade Pohl Ostindustrie GmbH (OSTI) med syfte att utnyttja judiska och polska tvångsarbetare i den tyska industrin. OSTI var även ett instrument för att expropriera judisk egendom.

### Förintelsen av de ungerska judarna

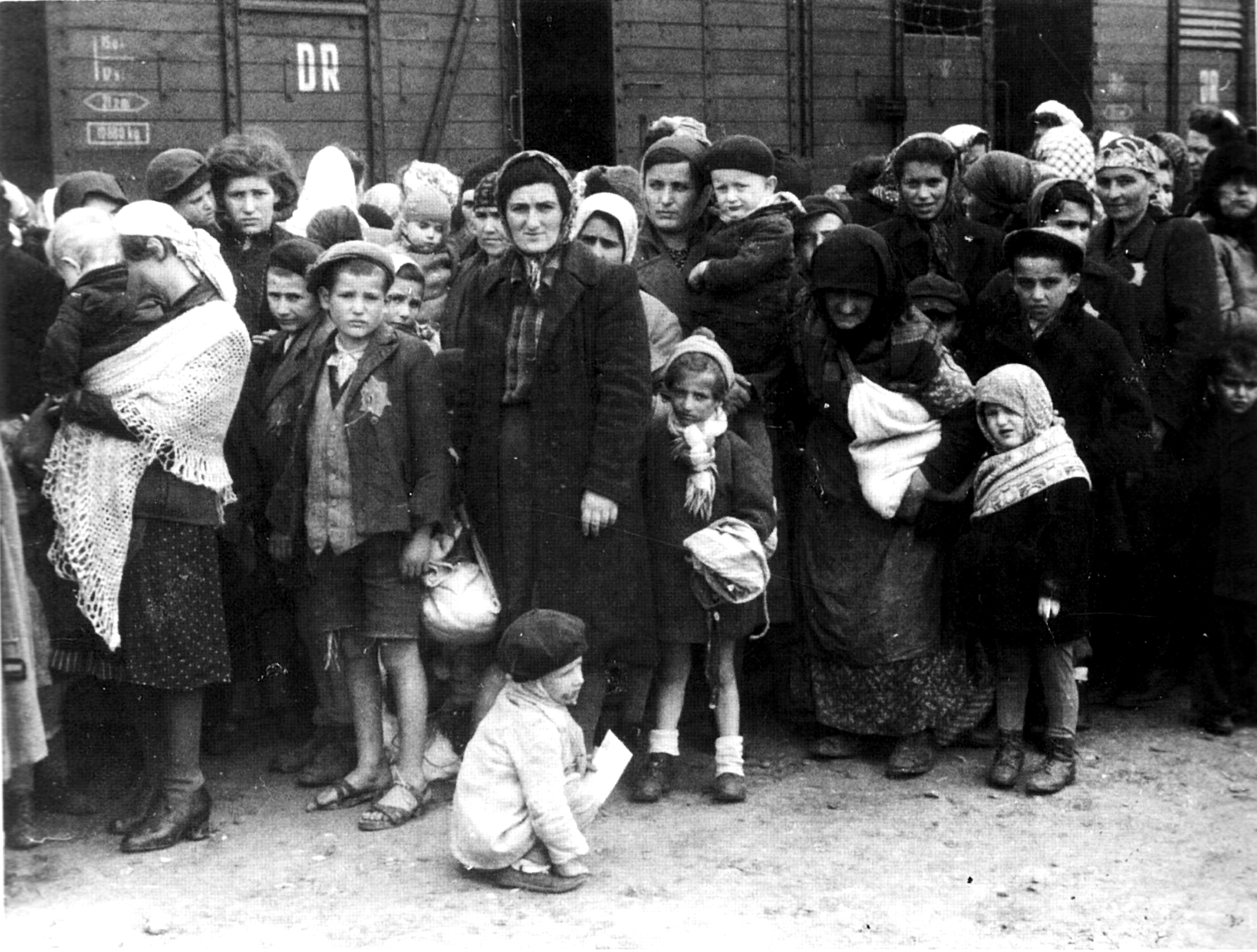
Judiska kvinnor och barn från Karpato-Ukraina anländer till Auschwitz-Birkenau i maj 1944.

Den 19 mars 1944 ockuperade Tyskland Ungern och SS började i maj att deportera ungerska judar till Auschwitz-Birkenau. Fram till början av juli månad deporterades 437 402 judiska män, kvinnor och barn till förintelselägret; omkring 90 procent sändes omgående till gaskamrarna vid ankomsten. Pohl hade i god tid avskedat kommendanterna för Auschwitz I och Auschwitz II Birkenau Arthur Liebehenschel och Friedrich Hartjenstein och ersatt dem med Richard Baer respektive Josef Kramer. Därtill hade han kallat in Rudolf Höss som chef för SS-garnisonen i Auschwitz för att organisera massmordet på de ungerska judarna. Höss hade varit kommendant för Auschwitz 1940–1943.

### Gripande
I andra världskrigets slutskede gick Pohl under jorden och gömde sig i norra Tyskland. Han arbetade som hjälparbetare på en gård som ägdes av en vän till Pohls andra hustru. Pohl spårades dock upp, greps den 27 maj 1946 i närheten av Verden och fördes till ett interneringsläger i Bad Nenndorf. I ett brev klagade Pohl på att han hade blivit misshandlad och fått två tänder utslagna. Den 1 juni 1946 anlände han till Nürnbergs stadsfängelse.

### Rättegång och avrättning
Oswald Pohl ställdes inför rätta vid SS-WVHA-rättegången officiellt benämnd Läkarrättegången, som utgjorde den fjärde av de tolv efterföljande Nürnbergrättegångarna. Pohl och 17 andra ämbetsmän, som varit verksamma vid SS-Wirtschafts- und Verwaltungshauptamt, åtalades för krigsförbrytelser, brott mot mänskligheten och medlemskap i en kriminell organisation, det vill säga SS. Huvudanklagelsen gällde mord på interner i de koncentrationsläger, som stod under SS-WVHA:s förvaltning. Rättegången inleddes den 8 april 1947 och avslutades den 3 november samma år, då domarna avkunnades; Pohl dömdes till döden genom hängning. Domstolen beskrev Pohl som en slavdrivare av tidigare ej skådat slag. De dömda fördes senare till Landsbergfängelset.

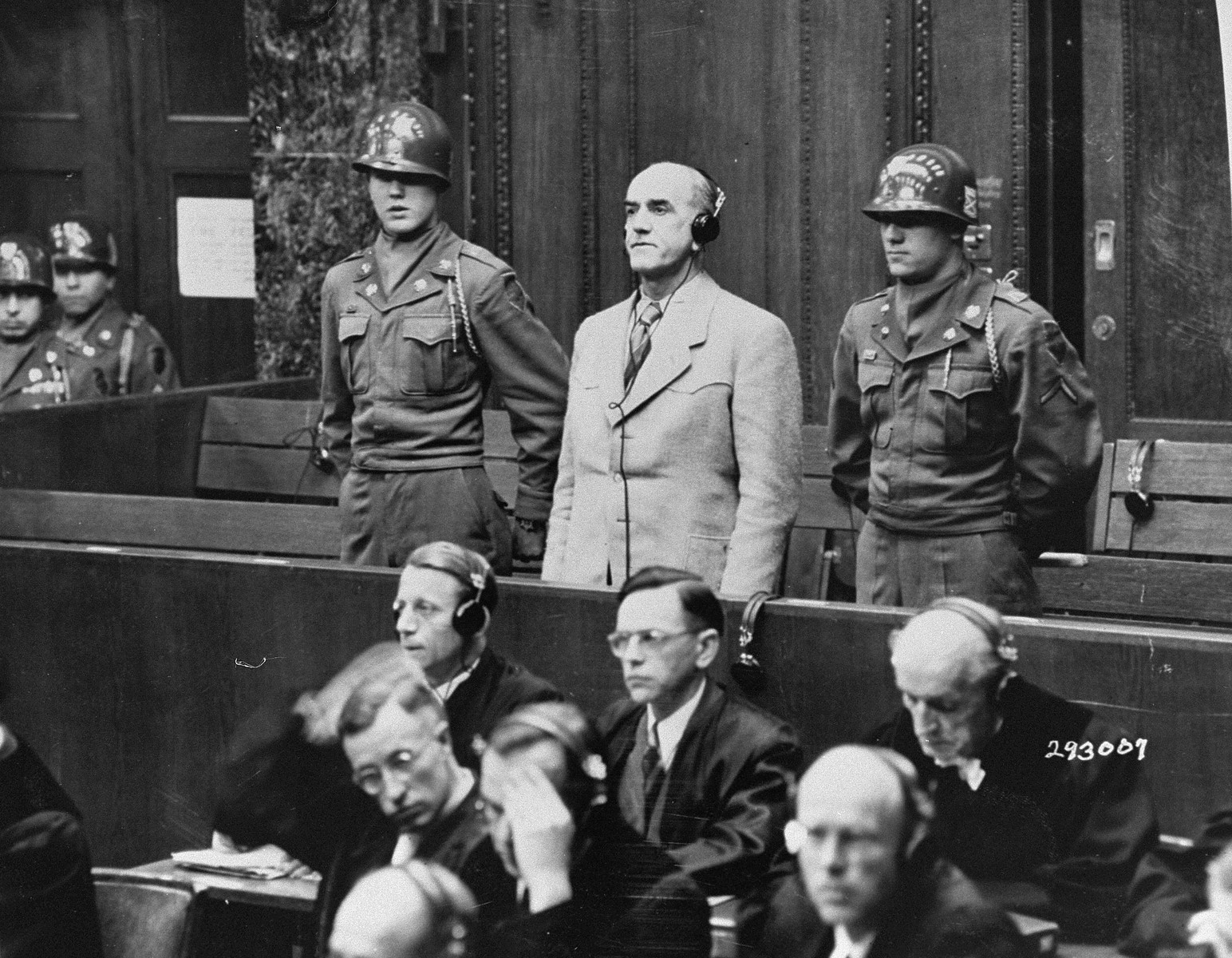
Oswald Pohl tar emot sin dödsdom den 3 november 1947.

Pohl anklagade åklagarsidan för att vara i händerna på judiska intressen och att de skulle ha varit fyllda av hämndlystnad och blint hat. Pohl förnekade inte sitt medansvar för Förintelsen, men han hade aldrig själv låtit deportera eller mörda någon jude. Han menade sig utgöra ett rättsligt substitut för de verkligt skyldiga: de som begått självmord eller genom förräderi friköpt sig från rättvisan. Pohl påstod sig ha tjänat sitt land fläckfritt under 33 år och inte varit medveten om några brott. I sitt försvar försökte Pohl framställa sig som en administrativ chef utan ansvar för sina underordnade.

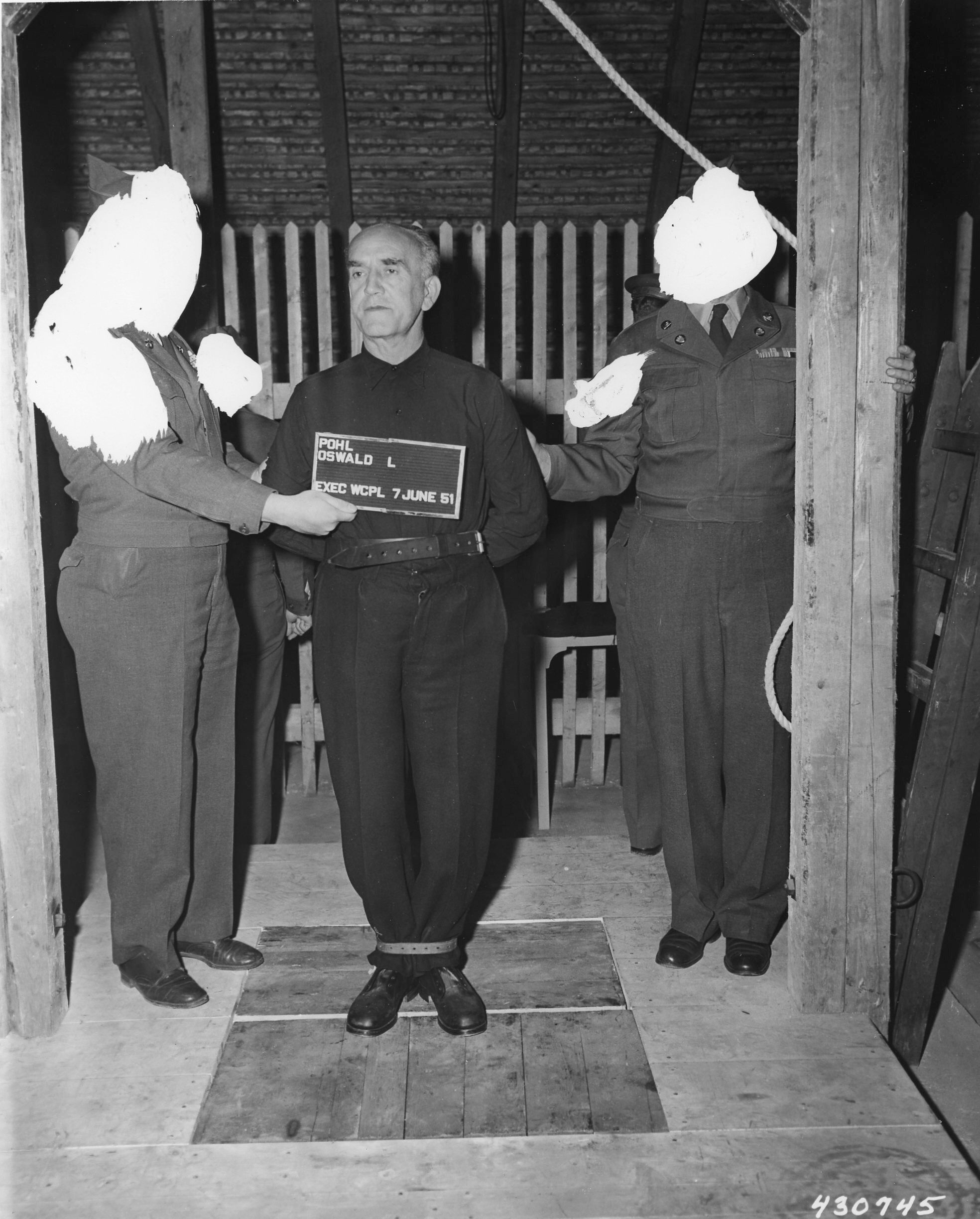
Oswald Pohl inför avrättningen den 7 juni 1951.

I Landsbergfängelset lärde Pohl känna den katolske fängelseprästen Karl Morgenschweis (1891–1968) och upptogs i februari 1950 i Romersk-katolska kyrkan. Med Kyrkans tillåtelse publicerade Pohl senare samma år Credo: Mein Weg zu Gott, i vilken han beskriver sin rening och religiösa omvändelse. Pohl fick genom denna offentliga bekännelse en del anhängare, särskilt bland dödsstraffsmotståndare. I maj 1949 grundades Västtyskland och samtidigt avskaffades dödsstraffet genom antagande av ny grundlag. Mellan 1949 och 1951 drevs en kampanj mot att ytterligare dödsdomar skulle verkställas av amerikanska myndigheter på västtysk mark. Ett av argumenten mot dödsstraffet var att det hade avskaffats 1949.
Den 9 januari 1951 tog USA:s High Commissioner John J. McCloy emot en delegation från den tyska förbundsdagen. Delegationen, som bestod av förbundsdagspresident Hermann Ehlers (CDU), Peter Altmeier (CDU), Carlo Schmid (SPD) och Walter Strauss (CDU), bad om amnesti för de dömda krigsförbrytarna. Den 31 januari tillkännagav McCloy sitt beslut; dödsdomen mot Pohl och sex andra män stod fast. Om Pohl skrev McCloy:
| ” | Det har fastställts att Oswald Pohl var personligen ansvarig för lägerförvaltningen. Utrotningen av judar i Auschwitz, förstörelsen av Warszawas getto och utplundringen av judar inom ramen för Operation Reinhard är några av de brott som denna organisation är skyldig till. Pohl var inte endast chef för denna administrativa organisation, utan han ledde och övervakade förstörelsen av Warszawas getto och utvalde fångar för medicinska experiment. Förståeligt nog kunde jag i detta fall inte finna någon grund för benådning. Inte heller den rådgivande kommittén har rekommenderat någon ändring av domen. | „ |

McCloys beslut överklagades till USA:s högsta domstol som avslog begäran den 6 juni 1951. Strax efter midnatt den 7 juni hängdes i bokstavsordning Paul Blobel, Werner Braune, Erich Naumann, Otto Ohlendorf, Oswald Pohl, Georg Schallermair och Hans Schmidt. Dessa sju utgjorde de sista nazistiska krigsförbrytarna som avrättades av de amerikanska myndigheterna.
År 2001, femtio år efter avrättningarna, försåg anstaltsledningen vid Landsbergfängelset de enkla gravkorsen med ett litet koppartak. Efter protester avlägsnades 2003 namnskyltarna från gravarna.

## Familj
Pohl var gift med Margarete Lehmann från 1918 till 1940; paret fick sonen Ortwin (1920–1994), som uppnådde tjänstegraden Hauptsturmführer i Waffen-SS, och döttrarna Sigrid och Nortrut. År 1942 gifte Pohl om sig med Eleonore von Brüning, född Holtz.

## Samtal med Goldensohn
Den amerikanske psykiatern Leon Goldensohn (1911–1961) utsågs till fängelsepsykiater i Nürnberg efter andra världskrigets slut. Från januari till juli 1946 övervakade han den psykiska hälsan hos de 21 män som stod åtalade inför den internationella militärtribunalen. Han noterade även deras kroppsliga besvär. Goldensohn intervjuade även några av åklagarsidans och försvarets vittnen. I juni 1946 intervjuade han Pohl. Goldensohn frågade Pohl om det beslagtagna tandguldet och undrade om det aldrig hade föresvävat honom att guldet var besudlat med människoblod.
| ” | Jag visste att guldet kom från judar. Det visste alla. Men jag rörde det aldrig. Himmler såg bara till att det passerade min byrå på vägen till riksbanken, där det deponerades i enlighet med överenskommelsen med Funk och Schwerin von Krosigk. | „ |

Pohl bedyrade att han själv inte hade något att göra med Förintelsen. Han var chef för driften av koncentrationslägren, men ansvaret för förintandet av judarna låg på Himmler och de enskilda lägerkommendanterna, till exempel Rudolf Höss. Goldensohn påpekade att Inspektoratet för koncentrationslägren (IKL) under Richard Glücks ingick i Pohls myndighet, men Pohl svarade då att Glücks fick sina order rörande förintelseprogrammet från Heinrich Müller, som var byråchef på Reichssicherheitshauptamt (RSHA), Tredje rikets säkerhets- och underrättelseministerium.
Goldensohn förhörde sig om Pohls skuld och samvete. Pohl hävdade, att allt han gjort var att lyda order, och att hans samvete var rent.
| ” | Jag är på intet vis ansvarig för eller skyldig vare sig till mordet på fem miljoner judar eller andras död i koncentrationslägren. Jag hade inte det ringaste med mordet på fem miljoner judar att göra. Det faktum att jag var förvaltningschef för alla koncentrationsläger i Tyskland från 1942 till slutet är ovidkommande i sammanhanget. Jag har förklarat flera gånger att jag skickade Glücks, en av mina underordnade, att ta hand om detta program och att jag själv höll mig utanför. | „ |

När Goldensohn frågade Pohl om denne någonsin försökt att förhindra förintelseprogrammet, fick han svaret:
| ” | Vad kunde jag göra? Om jag sett någon möjlighet att förhindra det hade jag gjort det. | „ |

## Befordringshistorik
Oswald Pohl befordringshistorik
- SA-Sturmführer: 1 juni 1931
- SA-Obersturmführer: 9 november 1932
- SS-Sturmbannführer: 9 november 1933 (Pohl inträdde i SS med denna tjänstegrad.)
- SS-Standartenführer: 1 februari 1943
- SS-Oberführer: 9 september 1934
- SS-Brigadeführer: 1 juni 1935
- SS-Gruppenführer: 30 januari 1937
- SS-Obergruppenführer und General der Waffen-SS: 20 april 1942

## Utmärkelser
Oswald Pohls utmärkelser
- Krigsförtjänstkorsets riddarkors med svärd: 10 oktober 1944
- Tyska korset i silver
- Krigsförtjänstkorset av första klassen med svärd: 1939
- Krigsförtjänstkorset av andra klassen med svärd: 1939
- Järnkorset av andra klassen
- Schlesiska örnens orden av första klassen
- Schlesiska örnens orden av andra klassen
- Ärekorset
- Landesorden
- NSDAP:s partitecken i guld
- NSDAP:s tjänsteutmärkelse i silver
- SS tjänsteutmärkelse
- Tyska riksidrottsutmärkelsen i guld
- SA:s idrottsutmärkelse i brons
- SS Hederssvärd
- SS-Ehrenring (Totenkopfring)